# 新阿爾泰斯克
新阿爾泰斯克（Новоалта́йск）是俄羅斯阿爾泰邊疆區的一個城市，位於鄂畢河的上游右岸、首府巴爾瑙爾的對岸。2002年時人口為60,015人。
53°23′N 83°56′E / 53.383°N 83.933°E